# ميستان
 میستان  قرية صغيرة تـتبع بلدة جناح (بالفارسية: بخش جناح ) من توابع مدينة بستك وتقع في محافظة هرمزگان في جنوب غرب إيران. نقع هذه القرية في صجراء لاور ميستان.

## السكان
يبلغ عدد سكان هذه القرية حسب تعداد السكان لعام 2006 للميلاد، (156) نسمة تشكل (30) عائلة، من أهل السنة والجماعة وعلى المذهب الشافعي. يتكلمون الفارسية باللهجة المحلية. بها مسجد، ومدرسة مشتركة، وعدد ثلاثة البرك لحفظ مياه الأمطار، إذا الأودية أثناء هطول المطر.

## مهنة سكان القرية
يمتهن سكان القرية بمهنة تربية المواشي والأغنام، والزراعة. أراضيهم خصبة، وتزرع فيها شتى أنواع الخضروات والبقول، وبها كثير من الزروع وخاصة النخيل والخضروات ومن أهم المنتوجات الخس، والجرجير، والفجل، والباذنجان، والطماطم، والبصل، وكذلك تزرع البر والشعير والحبحب.

## وصلات خارجية
- التقسيمات الادارية لمحافظة هرمزگان